# Pantecphylus lueboensis
Pantecphylus lueboensis är en insektsart som beskrevs av Schmidt, G.H. 2007. Pantecphylus lueboensis ingår i släktet Pantecphylus och familjen vårtbitare. Inga underarter finns listade i Catalogue of Life.